# فلیکس ویل
فلیکس خوزه ویل (به اسپانیایی: Félix José Weil)،
(۸ فوریه ۱۸۹۸ در بوئنوس آیرس - ۱۸ سپتامبر ۱۹۷۵ در دوور، دلاور)، اندیشگر یهودی-مارکسیست آلمانی-آرژانتینی بود که بودجهٔ اولیه برای تأسیس انجمن پژوهش‌های اجتماعی واقع در فرانکفورت آلمان را تأمین کرد.
ویل در بوئنوس آیرس در آرژانتین به دنیا آمد. پدرش هرمان ویل یک تاجر ثروتمند غلات بود و مادرش رزا ویل نام داشت. در سن ۹ سالگی برای حضور در مدرسه به آلمان فرستاده شد و به مدرسهٔ گوته در فرانکفورت رفت. وی به دانشگاه‌های توبینگن و سپس دانشگاه فرانکفورت رفت و از آنجا با مدرک دکترای علوم سیاسی فارغ‌التحصیل شد. پایان‌نامه او با موضوع "مسائل عملی سوسیالیسم" و با ویراستاری کارل کرش انجام شد.
ویل در این دانشگاه‌ها به صورت فزاینده‌ای به سوسیالیسم و مارکسیسم علاقه پیدا کرد و از پایان نامهٔ خود با عنوان سوسیالیزاسیون: کوششی برای بنیان مفهومی، به همراه نقدی بر برنامه‌های سوسیالیزاسیون دفاع کرد.
در سال ۱۹۲۳ ویل «نخستین هفتهٔ کاری مارکسیستی» را برگزار کرد که طی آن کنفرانسی در شهر ایلمناو در آلمان برگزار شد. این رخداد با حضور چهره‌هایی همچون گیورگ لوکاچ، کارل کرش، ریچارد سورگ، فریدریش پولاک و کارل آگوست ویتفوگل برگزار شد. موفقیت این برنامه او و دوست همکارش فریدریش پولاک را به تأسیس انجمن پژوهش‌های اجتماعی در سال ۱۹۲۴ رهنمون ساخت.

## آثار
- معمای آرژانتین (Argentine Riddle(۱۹۴۴.